# Бретон, Альбер-Анри-Шарль
Альбе́р-Анри́-Шарль Брето́н (фр. Albert Henri Charles Breton MEP, г., Франция — 12.08.1954 г.) — католический прелат, миссионер, епископ Фукуоки с 9 июня 1931 года по 12 мая 1941 год, член миссионерской конгрегации «Парижское общество заграничных миссий».

## Биография
29 июня 1905 года Альбер-Анри-Шарль Бретон был рукоположён в священника в миссионерской конгрегации «Парижское общество заграничных миссий».
9 июня 1931 года Римский папа Пий XI назначил Альбера-Анри-Шарля Бретона епископом Фукуоки. 29 сентября 1931 года состоялось рукоположение Альбера-Анри-Шарля Бретона в епископа, которое совершил архиепископ Токио Жан-Батист-Алексис Шамбон в сослужении с епископом Осаки Жаном-Батистом Кастанье и апостольским викарием Саппоро епископом Венцеслаусом Йозефом Кинольдом.
В начале 1941 года Альбер-Анри-Шарль Бретон выехал во Францию, где 12 мая 1941 года подал в отставку и в этот же день был назначен титулярным епископом Арабиссуса.
Скончался 12 августа 1954 года.